# Emma Navarro
Emma Navarro (Nova York, Estats Units, 18 de maig de 2001) és una tennista professional estatunidenca.
En el seu palmarès consten dos títols individuals que li van permetre ocupar el vuitè lloc del rànquing mundial (2024), i en dobles femenins no ha aconseguit cap títol arribant al 93è lloc del rànquing (2024). Ha format part de l'equip estatunidenc de la Billie Jean King Cup.

## Biografia
Filla dels multimilionaris Ben i Kelly Navarro, propietaris de l'entitat bancària Credit One Bank, i néta del jugador i entrenador Frank Navarro.
Va estudiar en la Universitat de Virgínia i va competir pel seu equip tennístic, Virginia Cavaliers, guanyant el campionat de la NCAA l'any 2021 individualment i en dobles femenins. Va deixar els estudis universitaris després de dos anys per centrar-se en la seva carrera tennística.

## Palmarès

### Individual: 2 (2−0)
| Llegenda         |
| ---------------- |
| Grand Slam (0−0) |
| WTA Finals (0−0) |
| WTA 1000 (0−0)   |
| WTA 500 (1−0)    |
| WTA 250 (1−0)    |

| Títols per superfície |
| --------------------- |
| Dura (2−0)            |
| Gespa (0−0)           |
| Terra batuda (0−0)    |

| Resultat   | Núm. | Data                | Torneig           | Superfície | Oponent         | Marcador      |
| ---------- | ---- | ------------------- | ----------------- | ---------- | --------------- | ------------- |
| Guanyadora | 1.   | 13 de gener de 2024 | Hobart, Austràlia | Dura       | Elise Mertens   | 6−1, 4−6, 7−5 |
| Guanyadora | 2.   | 2 de març de 2025   | Mérida, Mèxic     | Dura       | Emiliana Arango | 6−0, 6−0      |

## Trajectòria

### Individual
| Open d'Austràlia | A   | A   | A   | A   | A     | 3R    | QF | 0 / 2   | 6 – 2   |
| Roland Garros | A   | A   | A   | A   | 2R    | 4R    |    | 0 / 2   | 4 – 2   |
| Wimbledon | A   | NC  | A   | A   | 1R    | QF    |    | 0 / 2   | 4 – 2   |
| US Open | Q1  | A   | 1R  | A   | 1R    | SF    |    | 0 / 3   | 5 – 3   |
| Jocs Olímpics | NC  | NC  | A   | NC  | NC    | 3R    | NC | 0 / 1   | 2 – 1   |
| Total Victòries−Derrotes | 0−1 | 0−1 | 2−3 | 1−3 | 16−14 | 45−22 |    | 74 – 49 | 74 – 49 |
| Rànquing a final d'any | 486 | 463 | 233 | 143 | 38    | 8     |    |         |         |
| Llegenda: G: Guanyadora; F: Finalista; SF: Semifinalista; QF: Quarts de final; Q: Qualificació; A: Absent; RR: Round Robin; |     |     |     |     |       |       |    |         |         |

### Dobles femenins
| Open d'Austràlia | A   | A   | A   | A    | A   | 3R | 0 / 1 | 2 – 1 |
| Roland Garros | A   | A   | A   | A    | 1R  | QF | 0 / 2 | 3 – 2 |
| Wimbledon | A   | NC  | A   | A    | 1R  | 2R | 0 / 2 | 1 – 2 |
| US Open | 1R  | A   | 1R  | A    | 1R  | A  | 0 / 3 | 0 – 3 |
| Rànquing a final d'any | 440 | 409 | 370 | 1073 | 501 | 98 |       |       |
| Llegenda: G: Guanyadora; F: Finalista; SF: Semifinalista; QF: Quarts de final; Q: Qualificació; A: Absent; RR: Round Robin; |     |     |     |      |     |    |       |       |

## Guardons
- WTA Most Improved Player of the Year: 2024[3]